# Jon Agirre
Jon Agirre Egaña (Zumaia, 10 september 1997) is een Spaans wielrenner die sinds 2025 rijdt voor Euskaltel-Euskadi.

## Carrière
Omdat zijn ploeg in 2021 een stap hogerop deed, werd Agirre dat jaar prof. In april van dat jaar maakte hij zijn debuut in de UCI World Tour, toen hij aan de start stond van de Ronde van het Baskenland.

## Overwinningen
2019
Bergklassement Ronde van de Toekomst
2025
Bergklassement Ronde van Valencia
Bergklassement Ronde van Qinghai

### Resultaten in voornaamste wedstrijden
|      | \| Jaar \| Clásica San Sebastián \| \| ---- \| --------------------- \| \| 2021 \| 62e \| \| 2022 \| \| \| 2023 \| \| \| 2024 \| opgave \| \| 2025 \| 93e \| |
| Jaar | Clásica San Sebastián |
| 2021 | 62e |
| 2022 | |
| 2023 | |
| 2024 | opgave |
| 2025 | 93e |

### Resultaten in kleinere rondes
| Jaar | Ronde van Catalonië | Ronde van het Baskenland |
| ---- | ------------------- | ------------------------ |
| 2022 |                     | opgave                   |
| 2023 |                     | opgave                   |
| 2024 | 38e                 | opgave                   |
| 2025 | opgave              |                          |

(*) tussen haakjes aantal individuele etappeoverwinningen

## Ploegen
- 2020 –  Equipo Kern Pharma
- 2021 –  Equipo Kern Pharma
- 2022 –  Equipo Kern Pharma
- 2023 –  Equipo Kern Pharma
- 2024 –  Equipo Kern Pharma
- 2025 –  Euskaltel-Euskadi

Adrià · Agirre · Araiz · Arrieta · Berrade · Carboni (vanaf 9/9) · Carretero · J. Castrillo · Cobo · Galván · C. García Pierna · R. García Pierna · Jaime · D. Lopez · J. López · Marquez · Mendez · Miquel · Moreno · Novikov · Parra · Řepa · Ruiz · Sánchez · van der Tuuk · P. Castrillo (stagiair) · Fernandez (stagiair) · Retegi (stagiair)
Adrià · Agirre · Arrieta · Berrade · Carboni · Carretero · Castrillo · Cobo · Elosegui · Galván · C. García Pierna · R. García Pierna · Jaime · López · Marquez · Miquel · Parra · Řepa (tot 2/5) · Retegi · Ruiz · Sánchez · van der Tuuk · Aznar (stagiair) · Carrascosa (stagiair) · Dorenbos (stagiair)
Agirre · H. Aznar · U. Aznar · Berrade · Brustenga · Castrillo · Cobo · Elosegui · Fernández · Galván · García Pierna · Gutiérrez · Iribar · Jaime · López · Marquez · Miquel · Parra · Retegi · Ruiz · Sánchez · Soto · Uriarte · van der Tuuk · Azanza (stagiair) · Carrascosa (stagiair) · Etxeberria (stagiair)